# Йотун

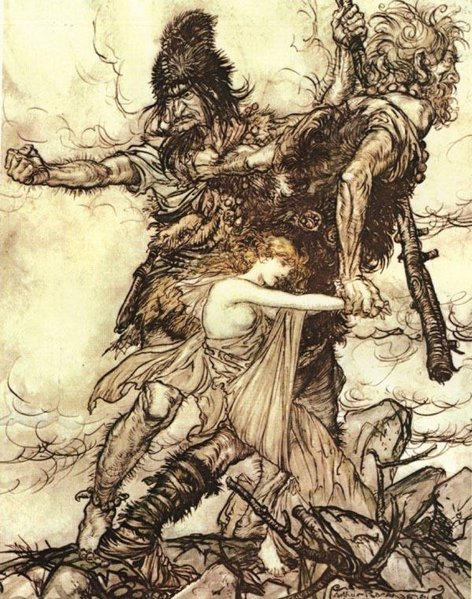
Йотуни і Фрея, ілюстрація Артура Рекхема до Кільця Нібелунга Ріхарда Вагнера

Йотуни (одн. Jötunn або мнж. Jotnar) — міфічні істоти у германо-скандинавській міфології. Раса велетнів (thurs) з Утгарду або Йотунгайму, що поділялись на крижаних велетнів, вогняних велетнів, морських велетнів та штормових велетнів. Перша раса крижаних велетнів потонула в крові Іміра, та була наново розмножена Бергельміром.

## Перелік велетнів
1. Баугі
2. Бергельмір
3. Бестла
4. Болторн
5. Геїррод
6. Герд
7. Г'яльп
8. Греїп
9. Ґіллінґ
10. Гюмір
11. Грод
12. Грунгнір
13. Івалді
14. Ярнсакса
15. Карі
16. Локі
17. Олвалді
18. Скаді
19. Ґуттунґ
20. Тьяцці
21. Трудгельмір
22. Трюм
23. Утгарда-Локі
24. Вафтруднір
25. Імір
26. Фарбауті